# Cyperus pycnostachyus
Cyperus pycnostachyus är en halvgräsart som först beskrevs av Carl Sigismund Kunth, och fick sitt nu gällande namn av Carl Sigismund Kunth. Cyperus pycnostachyus ingår i släktet papyrusar, och familjen halvgräs. Inga underarter finns listade i Catalogue of Life.